# Зелєнцино (Костромська область)
Зелєнцино (рос. Зеленцино) — присілок в Галицькому районі Костромської області Російської Федерації.
Населення становить 6 осіб. Входить до складу муніципального утворення Степановське сільське поселення.

## Історія
У 1936-1944 року населений пункт перебував у складі Ярославської області. Від 1944 належить до Костромської області.
Від 2007 року входить до складу муніципального утворення Степановське сільське поселення.

## Населення
| 1877 | 1897 | 1907 | 1982 | 2004 | 2008 | 2010 |
| ---- | ---- | ---- | ---- | ---- | ---- | ---- |
| 60   | ↗114 | ↗208 | ↘30  | ↘5   | ↘1   | ↘0   |
| 2012 | 2014 |      |      |      |      |      |
| ↗6   | →6   |      |      |      |      |      |